# Héctor Reynoso
Héctor Reynoso López (Città del Messico, 3 ottobre 1980) è un ex calciatore messicano, di ruolo difensore.

## Carriera

### Nazionale
Nel 2011 debutta con la nazionale messicana.